# Zilia Sánchez Domínguez
Zilia Sánchez Domínguez (12 de julho de 1926, Havana, Cuba - 18 de dezembro de 2024, San Juan, Porto Rico) foi uma pintora, escultora e educadora artística abstrata cubana radicada em Porto Rico. Começou a sua carreira como cenógrafa e pintora, antes da Revolução Cubana, mudando-se para Nova York, onde começou a explorar um abstratismo minimalista com fusão de elementos. Posteriormente mudou-se para San Juan, passando a residir em Porto Rico até ao fim da sua vida. 
Artisticamente, é reconhecida por ter cruzado as linhas entre a escultura e a pintura criando telas em camadas, com saliências e formas tridimensionais. As suas obras são mínimas em cores e têm conotações eróticas.

## Infância e educação
Zilia Sánchez Domínguez nasceu a 12 de julho de 1926, em Havana, Cuba, de pai espanhol e mãe cubana. Quando criança, era vizinha do artista Víctor Manuel García Valdés, que - junto com seu pai, um pintor amador - desenvolveu o seu interesse pela arte.
Em 1943, matriculou-se na Escuela Nacional de Bellas Artes San Alejandro em Havana, uma das escolas de arte mais prestigiadas de Cuba, formando-se em 1947. Originalmente pretendia se tornar arquiteta, tendo estudado algumas disciplinas do curso durante um semestre até decidir mudar o seu foco para a criação artística. Anos mais tarde, enquanto dava explicações para a sua mudança de curso, disse que a escolha era resultado de sua aversão à matemática e, em outras ocasiões, que havia tomado a decisão por causa da Revolução Cubana.

## Vida e carreira

### Década de 1950: Início de carreira em Cuba
Após se formar na universidade, Zilia Sánchez Domínguez realizou a sua primeira exposição individual de arte em 1953, no Lyceum and Lawn Tennis Club de Havana. As suas primeiras pinturas foram desenvolvidas principalmente num estilo expressionista abstrato ou inspirado no Informalismo, com pinceladas soltas, tons escuros e imagens e símbolos associados a práticas religiosas afro-cubanas, como o Palo. Além da pintura, durante esse periodo, a artista cubana trabalhou extensivamente como cenógrafa, nomeadamente para o grupo de teatro experimental Las Máscaras, e se envolveu na política anti-Batista, acabando por integrar o grupo artístico e intelectual Sociedad Cultural Nuestro Tiempo.
Tornando-se amplamente conhecida em Cuba durante o início de sua carreira como artista, começou a viajar extensivamente pelo mundo, estudando arte e conservação de arte. Enquanto estava em Espanha, viu o trabalho de Antoni Tàpies, que seria influente em sua própria arte, e no Brasil, representou Cuba numa exposição coletiva realizada na Bienal de Arte de São Paulo no outono de 1959.
Em outubro de 1959, após a ascensão de Fidel Castro ao poder no mesmo ano, Zilia Sánchez Domínguez foi incluída na primeira edição pós-revolução da exposição anual de pintura do país, sendo no entanto criticada pelos principais líderes do partido e críticos locais por a exposição incluir uma quantidade grande de arte abstrata, sendo por eles considerada incapaz de apoiar a política revolucionária.

### Década de 1960: Mudança para Nova York
Em setembro de 1960, após representar Cuba numa outra exposição coletiva, contudo esta na segunda Bienal Interamericana na Cidade do México, Zilia decidiu deixar o seu país natal e se estabeleceu em Nova York, devido às suas preocupações de que seu estilo abstrato não seria bem recebido num ambiente político que favorecia a arte propagandística. Posteriormente, assumiu, que como mulher lésbica, receava uma possível repressão estatal.
Após fixar-se nos Estados Unidos, estudou gravura no Pratt Institute e começou a trabalhar como ilustradora para se sustentar.
Por volta desse período, começou a desenvolver as suas obras em tela moldada, criadas com materiais de tela pintada, infundidos com cola e esticados sobre objetos encontrados, como madeira e pedaços de plástico. Essas pinturas utilizavam tons muito mais claros do que suas obras anteriores, usando cinzas, brancos e azuis suaves para criar superfícies lisas com pouca ou nenhuma pincelada visível, visualmente semelhantes a muitas obras de arte minimalistas da época. As telas moldadas foram inspiradas por uma experiência que teve em 1955, logo após a morte de seu pai; o lençol do leito de morte de seu pai estava pendurado para secar num varal e se movendo ao vento, fazendo-a imaginar as mesmas formas e texturas de uma pintura. As suas telas moldadas foram descritas como tendo "contornos sensuais".
Apesar de não ter encontrado muito sucesso em Nova York e quase sem oportunidades para encontrar galerias que aceitassem o seu trabalho para exibição, permaneceu na cidade por uma década, morando no Harlem. Simultaneamente, foi em Porto Rico que encontrou o seu nicho, expondo regularmente o seu trabalho durante essa época. Destacou-se com duas exposições individuais na Universidade de Porto Rico em 1966 e 1970.
No final da década de 1960, começou a realizar obras com títulos que faziam referência a histórias e mitos clássicos e antigos, incluindo Las Amazonas ( As Amazonas ) e Troyanas ( Mulheres troianas ); obras que geralmente recebiam nomes de guerreiras e destacavam a forma feminina.

### Décadas de 1970 a 2000: Porto Rico, isolamento do mundo da arte
Em 1971, deixou Nova York para se fixar em Porto Rico permanentemente, aceitando o convite para trabalhar como designer no periódico literário Zona de Carga y Descarga.
Anos mais tarde, na década de 1990, começou a trabalhar na Escuela de Artes Plásticas y Diseño de Puerto Rico e, eventualmente, lecionou também na Art Students League de San Juan.
Em 2000 executou a peça performática Encuentrismo — Ofrenda o Retorno, na qual usava uma das suas telas moldadas, uma pintura intitulada Soy Isla. Como arte performativa, colocou a pintura no oceano e permitiu que a água alterasse a obra; mais tarde, exibiu a pintura em frente a um vídeo da performance.

### Década de 2010: Artists Space, Hurricane Maria, retrospectiva
Em 2013, Zilia Sánchez Domínguez encenou uma exposição individual na galeria sem fins lucrativos Artists Space, em Nova York. A exposição foi amplamente aclamada em publicações de arte e ajudou a reintroduzir o seu trabalho para um público mais amplo no mundo da arte. No jornal The New York Times, o crítico Holland Cotter chamou a exposição de "um dos pontos altos do ano". Após a exposição, a pintora adquiriu representação fixa na Galerie Lelong & Co., a sua primeira agente comercial nos Estados Unidos, tendo Mary Sabbatino, vice-presidente da galeria, viajado para San Juan para conhecer a artista cubana um dia após ver as imagens da exposição no Artists Space.
Em 2017, participou na 57ª Bienal de Veneza e, no mesmo ano, o seu estúdio de madeira, situado no bairro de Santurce, em San Juan, foi severamente danificado pelo furacão Maria. Uma grande quantidade de seu arquivo de obras de arte foi destruída por danos causados pela água.
A sua obra foi incluída na exposição coletiva Radical Women: Latin American Art, 1960-85 no Hammer Museum em 2017, colocando-a no contexto de artistas latino-americanos conhecidos e apresentando-a a outro público mais amplo; a mostra também foi realizada no Brooklyn Museum. A exposição foi inaugurada um dia após o furacão Maria atingir o seu estúdio.
Com o apoio de vários dos seus alunos e de vários membros da comunidade, Zilia Sánchez Domínguez reconstruiu e reparou o seu estúdio, voltando a morar no espaço em 2019.
No início de 2019, a Phillips Collection em Washington, DC, realizou a primeira retrospectiva de museu da pintora, Zilia Sánchez: Soy Isla, cobrindo toda a sua carreira de 70 anos. Após o encerramento da exposição, a mesma foi realizada no Museo de Arte de Ponce em Porto Rico e no El Museo del Barrio em Nova York. A retrospectiva foi amplamente aclamada em publicações de arte e notícias.
Também em 2019, realizou uma exposição individual na Galerie Lelong, onde expôs diversas esculturas independentes, as suas primeiras obras criadas em mármore.

### Década de 2020: Aclamação internacional, 60ª Bienal de Veneza
O trabalho de Sánchez Domínguez foi incluído na exposição de 2021 Mulheres na Abstração no Centro Pompidou. Em 2023, o seu trabalho foi incluído na exposição coletiva Acção, Gesto, Pintura: Mulheres Artistas e Abstração Global 1940-1970 na Whitechapel Gallery em Londres.
Em 2024, participou na 60ª Bienal de Veneza, a sua segunda participação na Bienal. A sua tela moldada Lunar (1980) foi incluída na galeria de abstração histórica da exposição central.
Zilia Sánchez Domínguez também realizou uma exposição a título individual no museu do Instituto de Arte Contemporânea de Miami em 2024, intitulada Zilia Sánchez: Topologías / Topologies, uma pesquisa sobre o seu trabalho realizado durante a década de 1950 a meados da década de 1990.

## Morte
Zilia Sánchez Domínguez faleceu em San Juan a 18 de dezembro de 2024, com então 98 anos, ao lado da sua companheira, Victoria Ruiz. A sua morte foi anunciada pela Galerie Lelong & Co e o Museu de Arte de Porto Rico.

## Exposições
Breve selecção
- 1957 – Exposição de pinturas: Zilia Sánchez, Galeria Clan, Madrid.[31]
- 1958 – Museu Nacional de Belas Artes, Havana.[32]
- 1970 – Estructuras en secuencia, Museo de Historia, Arqueología y Arte, Universidade de Porto Rico, San Juan.[31]
- 1991 – Zilia Sánchez: Três décadas: Los sesenta, los setenta, los ochenta. Museu Casa Roig, Humacao, Porto Rico.[31]
- 2000 - Heroico/Erótico, Museo de las Américas, San Juan, Porto Rico.[33]
- 2013 – Artists Space, Nova Iorque.[34]
- 2014 – Zilia Sánchez: Heróicas eróticas em Nueva York, Galerie Lelong, Nova York.[31]
- 2017 – 57ª Exposição Internacional de Arte – La Biennale di Venezia, VIVA ARTE VIVA.[18]
- 2019 – Soy Isla (Eu sou uma ilha), The Phillips Collection, Washington, DC [18]